# Gregoriu Pletosu
Grigore (Gregoriu) Pletosu (n. 9 iunie 1848, Chintelnic, Districtul Năsăud, Imperiul Austriac – d. 4 noiembrie 1934, Bistrița, Regatul României) a fost un delegat în Marea Adunare Națională de la Alba Iulia, organismul legislativ reprezentativ al „tuturor românilor din Transilvania, Banat și Țara Ungurească”, cel care a adoptat hotărârea privind Unirea Transilvaniei cu România, la 1 decembrie 1918 

## Origine și studii

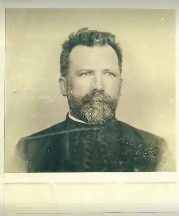
Fotografie a lui Grigore Pletosu, delegat al Protopopiatului ortodox Bistrița, la Marea Adunare Națională de la Alba-Iulia

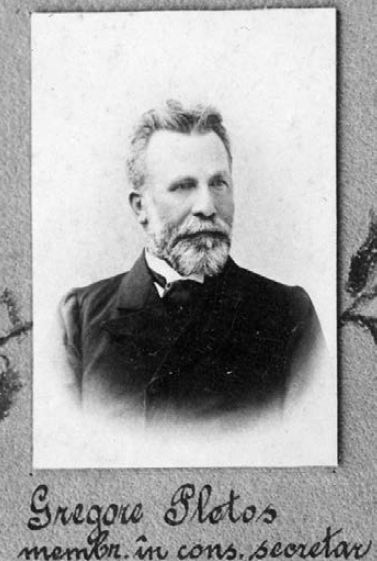
Portretul lui Grigore Pletosu, delegat al Protopopiatului ortodox Bistrița, la Marea Adunare Națională de la Alba Iulia

Grigore Pletosu a fost fiul lui Teodor și Nastasia Pletosu. Grigore Pletosu a fost botezat de către preotul Basiliu (Vasile) Sigmirean la data de 24 iunie 1848, avându-i ca nași de botez pe Pop Dimitrie și Pop Varvara.:p.29. Dintr-o scrisoare a juristului local Nicolae Pop, din data de 25 aprilie 1871, adresată Gimnaziului Grăniceresc Năsăudean, se deduce că Grigore Pletosu a rămas orfan, fiind ulterior luat în grija juristului Nicolae Pop, timp de 5 ani, în perioada 1863-1869.:p.30-31. În 1863, Grigore Pletosu și-a început studiile la Gimnaziul Grăniceresc Năsăudean, fiind admis al doilea, în cadrul primei promoții a acestei școli.:p.31. Pe durata celor 8 ani de studiu la această instituție de învățământ, Grigore Pletosu se număra printre elevii premianți, situându-se mereu al doilea în ierarhia clasei, după Ioan Ciocan:p.32, care a ajuns mai târziu director al Gimnaziului Năsăudean, profesor de limba română la Universitatea din Budapesta și membru în Parlamentul maghiar:p.54-57. În contextul în care școala năsăudeană contribuia la desfășurarea activităților Despărțământului ASTREI prin punerea la dispoziție a sălilor în care se țineau conferințele, este relevant că, în cadrul unei adunări a ASTREI la Năsăud, în 1870, Grigore Pletosu, aflat atunci în clasa a VIII-a, a susținut prelegerea intitulată Despre adevărata cultură. Grigore Pletosu a absolvit Gimnaziul Grăniceresc Năsăudean la data de 4 iulie 1871 :p.32. A contribuit la înființarea unei societăți de lectură a Gimnaziului Grăniceresc Năsăudean, numită Virtus Romana Rediviva, în cadrul acestei societăți expunându-și lucrările personalități ale culturii și literaturii române, precum George Coșbuc și Miron Cristea. Societatea la a cărei înființare a contribuit Grigore Pletosu a avut și o revistă, numită Musa Someșană, în care se publicau cele mai bune lucrări prezentate în cadrul societății de lectură:p.33. În cadrul societății de lectură, Grigore Pletosu s-a dovedit a fi foarte activ, prezentând referate care aveau ca temă elemente de teologie sau de filosofie. Este ilustrativă, în acest caz, prezentarea referatului Despre știință și foloasele ei, din luna martie a anului 1871. După absolvirea Gimnaziului Grăniceresc Năsăudean, Grigore Pletosu a fost admis la Seminarul Andreian din Sibiu, unde a studiat teologia și unde a contribuit la înființarea societății de cultură Andrei Șaguna, la inaugurarea acesteia, susținând prezentarea referatului Limba națională:p.34. După finalizarea studiilor la Sibiu, Grigore Pletosu a studiat filologia și filosofia la Universitatea din Leipzig, în perioada anilor 1874-1876. Nu a finalizat, însă, cursurile de filologie, transferându-se la Universitatea din Budapesta :p.35, unde a urmat cursuri de filosofie :p.126. Grigore Pletosu a decedat la data de 4 noiembrie 1934, la Bistrița :p.45.

## Activitatea profesională
După ce și-a finalizat studiile, Grigore Pletosu s-a întors la Năsăud, unde, în urma candidaturii, i s-a aprobat ocuparea postului de catehet pentru religia orientală, de către conducerea Fondurilor Grănicerești. Trei ani mai târziu, a devenit titular al instituției Fondurilor Grănicerești, predând, timp de aproape trei decenii, religie, limba română, cântare bisericească, limbi clasice, filosofie și limba maghiară :p.36. Grigore Pletosu a fost devotat profesiei sale de dascăl la Liceul Grăniceresc din Năsăud :p.127, lucru probat de faptul ca acesta schimba în fiecare an programele, prin a scurta sau a adăuga anumite texte, în funcție de capacitatea de asimilare a elevului :p.39. Grigore Pletosu a activat în cadrul societății de lectura Virtus Romana Rediviva, ajungând chiar președintele societății. Din această postură, el a coordonat parcursul lui George Coșbuc și al altor tineri. Acesta a fost și profesor al celui ce avea să devină patriarhul Miron Cristea, respectiv al mitropolitului Nicolae Bălan:p.44. Începând cu anul 1882, Grigore Pletosu a devenit și preot, întemeind prima Biserică Ortodoxă din oraș. Datorită acestei realizări, la data de 27 septembrie 1896, cu ocazia sfințirii bisericii din Diug, localitate cunoscută azi drept Dumbrăvița, Grigore Pletosu a fost distins cu titlul de protopresbiter. Acesta s-a afirmat și datorită faptului ca a ocupat funcția de președinte al Secției Școlare din cadrul Despărțământului Bistrița al ASTREI, între anii 1900-1911:p.39-40:p.127. Pentru realizările sale în plan școlar, el a fost ales asesor consistorial în senatul școlar, în anul 1903:p.40. În cadrul unei adunări generale a ASTREI la Bistrița, în 2 septembrie 1907, Grigore Pletosu a organizat o conferință denumită Creșterea națională. Grigore Pletosu s-a pensionat în 1909 :p.37. După pensionare, Grigore Pletosu s-a remarcat și datorită activității sale ca protopop al Bistriței :p.41:p.127. În 1923, după înființarea Episcopiei Ortodoxe Române a Clujului din 1921, Grigore Pletosu a devenit asesor consistorial al acesteia. De asemenea, în urma înființării Institutului Teologic din Bistrița, devenit mai târziu Academie, acesta a fost profesor la instituția în cauză. Grigore Pletosu a fost coleg de profesorat cu istoricul Victor Motogna:p.42-44.

## Activitatea politică
Grigore Pletosu s-a regăsit între membrii consiliului popular din Comitatul Bistrița-Năsăud, acest consiliu popular fiind constituit la data de 3 noiembrie 1918 ca organ administrativ de execuție, cu caracter reprezentativ la nivelul naționalităților (români, sași, evrei, maghiari). Reprezentanților naționalităților li s-au adăugat și reprezentanți ai Partidului Social-Democrat.Astfel, populația română a fost reprezentată de către Grigore Pletosu, alături de protopopul Dionisie Vaida, Vasile Pahone, Gavril Tripon și George Matheiu:p.21. Grigore Pletosu a fost, de asemenea, unul dintre membrii Senatului Național Român din secția Comitatului Bistrița-Năsăud :p.41, senat constituit la data de 4 noiembrie 1918, în cadrul unei adunări, așa cum reiese dintr-un articol publicat de ziarul ''Glasul Vremei'', din Bistrița, la data de 7 noiembrie 1918:p.541-542. Grigore Pletosu a făcut parte și dintr-o comisie constituită ad-hoc, după cum reiese dintr-un manifest datat la 14 noiembrie 1918, prin care se aduceau critici comportamentului abuziv al grănicerilor :p.142-143. Ca deputat în Marea Adunare Națională din 1 decembrie 1918 a fost delegat al Protopiatului ortodox Bistrița:p.126, fiind unul dintre semnatarii Manifestului Unirii :p.41.Mai târziu, numele lui Grigore Pletosu a fost menționat într-un memoriu al unui colonel în rezervă referitor la propria sa activitate și la activitatea Gărzii Naționale Române din județul Bistrița-Năsăud din anul 1918.Memoriul a fost datat la 25 iunie 1938, la Timișoara. Din acest memoriu reiese ca Grigore Pletosu a susținut un discurs în data de 4 decembrie 1918 la Bistrița, în onoarea armatei române care ajunsese în oraș :p.335-338.

## Publicații
Grigore Pletosu a publicat Educațiunea și instrucțiunea în gimnaziu, în Raportul Gimnaziului superior fundațional din Năsăud pe anii 1881/1882, 1882/1883 și 1883/1884; Concentrațiunea în învățământul secundar, în Raportul Gimnaziului superior fundațional din Năsăud pe anul 1885/1886; Propendentica filozofică în 1900; Dogmatica filozofică la Sibiu, în 1899; respectiv Retorica și cartea de cetire la Bistrița, în 1896.De asemenea, Grigore Pletosu a fost colaborator la ''Enciclopedia Română'' și la revista ''Transilvania'' :p.127.

## Decorații
În anul 1928, cu ocazia împlinirii vârstei de 80 de ani, Casa Regală, în persoana lui Carol al II-lea, îi va înmâna acestuia Ordinul Steaua României în grad de comandor  :p.43-44.

## Lectură suplimetară
- Daniela Comșa, Eugenia Glodariu, Maria M. Jude, Clujenii și Marea Unire, Muzeul Național Transilvania, Cluj-Napoca, 1998
- Florea Marin, Medicii și Marea Unire, Editura Tipomur, Târgu Mureș, 1993
- Silviu Borș, Alexiu Tatu, Bogdan Andriescu, (coord.), Participanți din localități sibiene la Marea Adunare Națională de la Alba Iulia din 1 decembrie 1918, Editura Armanis, Sibiu, 2015